# 영국 연극

## 고전극
엘리자베스 왕조 연극이라 함은, 엄밀히 말하면 엘리자베스 1세 여왕의 치세(1558-1603) 기간 중의 연극이나, 넓은 뜻으로는 다음 왕조인 제임스 1세와 찰스 1세의 시대도 포함하며 청교도에 의한 극장폐쇄(1643)까지의 영국 연극에 대한 총칭이다. 여기서는 영국 최초의 극장 창설(1576) 이후의 실질적인 엘리자베스 왕조의 연극을 중심으로 약 60년간의 연극에 대해 개설하기로 한다.
편의상 제1기-셰익스피어 이전, 제2기-셰익스피어의 시대, 제3기-셰익스피어 이후로 크게 나눈다면,
1. 제1기는 키드(T.Kyd, 1557-95)를 비롯하여서 말로, 존 릴리 등의 이른바 '대학 수재들'(케임브리지 대학, 옥스퍼드 대학 출신의 극작가들)이 대표하는 1580-90년대 즉 엘리자베스 왕조 연극의 상승 발전기이며,
2. 제2기는 셰익스피어를 중심으로 벤 존슨, 보먼트(F. Beaumont, 1584-1616), 존 플레처가 활약한 1590-1610년대의 전성기,
3. 제3기는 '자코비안 드라마(제임스 왕조 연극)'의 주도자인 존 웹스터, 포드, 매신저로 대표되는 1610-30년대의 쇠퇴기, 또는 퇴폐기라고 할 수 있겠다.

### 제1기
<고보더크> 이후 유행했던 세네카풍 유혈비극의 절정을 이루는 것이 토머스 키드의 <에스파냐 비극(The Spanish Tragedy)>(1587)이다. 이것은 복수의 테마, 망령, 연쇄적 살인, 광기, 극중극의 효과적 사용 등이 <햄릿>의 원형을 생각케 하며 셰익스피어의 비극에도 영향을 미쳤으나, 특히 마스턴이나 존 웹스터 등 일련의 비극에 계승되었다.
키드와 전후하여 극단에 등장했던 말로는 셰익스피어와 같은 해에 태어났으나 <탬벌레인 대왕>을 비롯하여 <포스터스 박사> <말타섬의 유태인> <에드워드 2세>등 개성적인 비극을 잇달아 발표하여 셰익스피어의 선구자로 천분을 발휘했다. 특히 웅대한 여운을 지닌 정열적인 무운시(無韻詩)를 구사하여 극적 효과를 올렸다. <탬벌레인 대왕>은 유럽·소아시아에 걸친 광대한 지역을 무대로 하여 초인형(超人型)의 영웅을 배치한 스케일의 크기와 신선한 박력등으로 엘리자베스 왕조의 사람들을 압도하고 영국 르네상스 연극을 대표하는 획기적인 작품이 되었다. 또한 <에드워드 2세>나 <말타섬의 유태인>의 바라바스와 같은 성격창조로 셰익스피어의 성격 비극에 영향을 미치는 등 엘리자베스 왕조 비극의 발전에 큰 공헌을 했다.
한편, 희극의 분야에서는 <알렉산더와 캠퍼스피> <엔디미온> 등에서 이탈리아 르네상스의 보티첼리를 상기시키는 풍순(豊醇)하고 우아한 세계를 창조해 낸 릴리가 주로 궁정귀족을 위해 활약했다. 그러나 그는 이 때문에 늘 일반대중의 기호를 만족시키는 극단의 주류에서 벗어난 고독한 존재였으며, 셰익스피어 초기의 희극이나 낭만희극뿐 아니라 18세기를 거쳐 현대에까지 흐르고 있는 영국 연극의 전통의 하나인 하이 코미디(高級喜劇)의 선구자로서 공적을 남겼다.
이 밖에 <파리스의 규탄>(1581), <노처(老妻)의 이야기>(1590) 등으로 서정적 목가적이거나 공상적인 낭만희극의 세계에 유머와 풍자를 교묘하게 묘사를 한 조지 피일(1558?-1596), <제임스 4세>(1594), <수도사 베이컨과 수도사 번게이>(1591) <광기(狂氣)의 올란도>(1594) 등으로 희극, 비극, 환상, 감상이 기묘하게 혼합된 세계를 묘사한 로버트 그린(1558?-1592)이 셰익스피어의 선구자로서 주목되고 있다.

### 제2기
1592년부터 1596년까지의 사이에 제1기에서 활약했던 극작가들이 잇달아 사망하거나 또는 릴리처럼 극작가로서의 생명이 끝남과 동시에 셰익스피어는 명실공히 극단의 왕자로서 20년 가까이 군림하여 엘리자베스 왕조 연극을 융성기로 이끌었다. '기질희극'이라는 독창적인 세계를 확립시킨 벤 존슨과 희비극의 장르에서 성공한 보먼트, 플레처를 제외하고 다른 극작가들은 제각기의 분야에서 활약하면서도 셰익스피어의 위대한 빛 앞에서는 그림자 구실밖에 하지 못했던 것이다.
기질희극의 걸작 <각자는 각자나름>으로 두각을 나타낸 벤 존슨은 또한 셰익스피어가 비극에 전념한 17세기 초두에 <볼폰> <연금술사(鍊金術師)> 등 인간의 어리석음과 악덕·탐욕 등의 천박함을 통렬히 폭로한 사실적인 풍자희극에서 독특한 날카로움을 보였다. 고전주의적 입장에 선 그는 낭만주의 경향이 짙은 당시의 극단에서 고립되는 반면 왕정 복고기의 풍속희극에서 선구적 역할을 다한 이색적인 존재였다.
이 시기에 주목되는 것으로는 앞서 말한 희비극 이외에 토머스 데커(T.Dekker, 1570-1632)의 <구두가게의 휴일>(1600)과 같은 사실적인 시민희극의 걸작, 토머스 헤이우드(1575-1633)의 <온정으로 살해당한 여자>(1603) 같은 가정비극의 원형이 탄생했다는 것과 또한 존 마스턴(1575-1634)의 <안토니오의 복수>(1600), 조지 채프먼(1560-1634)의 <비슈이 담보어의 복수>(1610) 등 세네카풍 복수비극이 계속되었다는 점을 들 수 있겠다.

### 제3기
전기(前期)와 겹쳐서 복수비극의 계통에 속하는 작품으로 존 웹스터의 <백마(白魔)>(1611-12), <멜피 공작부인>(1614), 시릴 터너(1575-1620)의 <복수자의 비극> <무신론자의 비극> 등이 속출했으며 잔인한 살인, 죽음과 퇴폐로 가득찬 일련의 공포비극으로 대표되는 이 시기는 셰익스피어의 은퇴와 함께 엘리자베스조 연극이 쇠퇴의 경향을 띠고 있음을 명백히 나타내고 있다. 이 퇴폐적 무드는 1620-30년대에 최고조를 이루어 광적인 정열과 병적인 정신상태를 다룬 존 포드(1586-1639)의 <상심(傷心)> <가엾도다, 창부(娼婦)>(1633)를 비롯하여 필립 매신저(1583-1640)의 <순교의 처녀>(1620) <로마의 배우>(1626), 토머스 미들턴(1580-1627)의 <바뀐 아이>(1622), 제임스 셜리의 <매국노>(1631), <추기경>(1641) 등 수많은 비극을 낳았다.
한편 희극의 분야에서 매선저의 <구채신반제법(舊債新返濟法)>(1621-2) <도회의 여자>(1632), 셜리의 <재원(才媛)>(1628), <쾌락을 좇는 여자>(1635) 등이 존슨식 풍자희극에서 후대의 풍속희극에의 계보를 나타내는 것으로서 주목되나 몇 해 후의 극장 폐쇄령과 함께 엘리자베스 왕조의 연극도 완전히 종말을 고하게 된다.

### 극장 구조와 상연 형태
당시의 극장에는 근대 극장과는 다른 특수한 구조를 지닌 '공설극장'과 근대극장과 흡사한 '사설극장'의 두 종류가 있다. 공설극장은 원래 극장 대신으로 사용하였던 여관의 안뜰에서 발전한 것으로, 전체의 구조는 바깥쪽이 거의 원형과 비슷한 다각형(8각형-6각형)을 이루고 안뜰의 연장인 마당의 중간쯤까지 튀어나온 무대와 그것을 둘러싼 3층 건물의 관람석으로 이루어져 있었으며, 일반 관람석에 해당하는 마당은 노천(露天)으로, 말하자면 옥외극장인 셈이었다.
최대의 특징은 무대 구조에 있으며, 앞·중간·뒤의 3개 부분으로 된 넓은 1층의 무대와 내부 무대의 윗부분에 있는 2층을 필요에 따라 자유자재로 구사할 수 있는 입체적 기능을 지녔다. 무대 중앙과 내부 무대 사이의 간막이 구실을 하는 막 이외에는 관람석과 무대를 차단하는 막이 없으며, 예컨대 독백이나 대사를 읊을 때도 관람석과 가장 가까운 무대 전방에서 직접 관객에게 지껄이는 식의 친근감을 자아낼 수 있게 되어 있으며, 막을 올리거나 내리는 등의 장치 및 대규모의 무대장치도 없기 때문에 장면의 전환이 신속하게 처리되었다. 또한 수시로 내부 무대와의 간막이 막을 제거할 수 있도록 되어 있어, 동시에 무대 전부를 사용하거나 셋, 혹은 두 부분으로 나누어 사용할 수 있는 등, 유동성과 유연성이 있는 연출도 가능했다. 그리고 마당은 서서 관람하는 자리이므로 무대의 높이도 구경하기에 알맞도록 꾸며졌고 소도구를 두는 장소로도 이용됐던 무대 밑에는 망령(亡靈) 등의 출입구로서 오르내리는 설비가 갖춰져 있었다.
조명장치 같은 것은 없고, 오후 2시부터 백주의 햇볕 아래 상연되므로, 시간·장소의 암시나 정경 묘사 등은 모두 대사에 의존해야만 했으며, 관객이 상상력을 즐길 수 있도록 하기 위해 풍부한 레토릭, 음악적인 말이 중요한 요소를 차지하며, 또한 호화로운 의상이 관객의 눈을 즐겁게 해 주었다.
입장료는 마당의 일반석이 1페니, 앉아서 볼 수 있는 상석도 3펜스라는 낮은 요금으로 일반 대중을 위한 극장이었다. 한편, 사설극장은 궁정이나 귀족의 대저택에 있는 홀의 연장이며, 고정된 좌석이 완비된 장방형의 옥내극장으로서 주로 겨울철에 이용되었고, 인공조명·대도구·막의 사용 등 근대극장의 원형과 흡사한 것이었다. 입장료도 공설극장의 몇 배(6펜스에서 2실링 반)나 비싸고 귀족이나 동 상류계급을 위한 극장이었기에 레퍼토리도 낭만희극이나 로맨스극이 많았다.
대표적인 극장으로서는 공설극장에서 시어터 극장(1576년에 제임스 버비지가 세운 영국 최초의 극장), 글로브 극장(1599), 로즈 극장(1587), 포튠 극장(1600) 등이 있었고 사설극장으로는 블랙플라이어즈 극장이 있었다.

### 극단과 배우
헨리 8세의 치하 때부터 각지에 극단이 있어 지방 순회공연을 했으나, 배우는 가장 비천한 직업의 하나로 간주되었기 때문에 사회적으로 인정받는 수단으로서 당시의 극단은 모두 귀족의 보호를 받았으며, 그 보호자의 관직(官職) 이름을 정식으로 붙이는 것이 상례였다.
1580년대의 대표적 극단인 '퀸즈 멘(여왕극단)'을 대신하여 90년대부터 17세기 초엽에 걸쳐 2대 세력을 떨쳤던 극단으로는 '로드 체임벌린즈 멘'과 '로즈 애드미럴즈 멘'이 있었다 (모두가 흑사병의 유행으로 인한 극장폐쇄·극단해산의 공백기간 후인 1594년에 결성되었다).
전자는 셰익스피어가 소속한 극단으로 시어터 극장과 글로 극장을 본거지로 삼았으며 또한 겨울철에는 블랙플라이어즈 극장까지 병용하여 셰익스피어의 거의 전작품은 물론, 벤 존슨, 보먼트, 존 웹스터 등의 작품도 상연했다. 1603년에 제임스 1세가 즉위하여 킹스 멘(國王一座)으로 개칭, 계속해서 왕실의 보호 아래 전성을 누렸으나 단장 리처드 버비지(1567-1619)가 사망하자 해산했다.
셰익스피어 자신은 간부 배우로서 참여, <햄릿>의 망령역이나 존슨의 <각자는 각자 나름>에 출연한 기록도 있다. 버비지는 극장의 창설자 제임스 버비지의 아들로 1548년경부터 주연 배우로서 두드러진 활약을 보였으며, 리처드 3세, 햄릿, 오셀로, 리어왕 등의 비극 주인공 등 거의 모든 배역을 맡아 당대에 으뜸가는 비극배우의 명성을 떨쳤다. 특히 그는 성격묘사의 연기력으로 높은 평가를 받기도 한 연기자였다.
한편, '로드 애드미럴즈 멘'은 대흥행주인 필립 헨즈로와 그의 사위 에드워드 알렌(1566-1626)을 중심으로 하는 극단으로 로즈 극장, 포튠 극장을 무대로 하여 주로 크리스토퍼 말로의 작을 상연했다. 알렌은 위스터 백작의 극단에 소속했었으나 후에 헨즈로의 인정을 받고 1592년경부터 단장격으로 활약, 탬벌레인, 포스터스, 바라바스 등의 인기배역으로 버비지와 어깨를 겨루는 일류 비극배우로서 명성을 떨쳤다.
당시의 희극배우로는 궁내장관 극단에 소속된 윌리엄 캠프와 로버트 어밍의 두 사람이 피터, 터치스턴, 페스테 등의 어릿광대 역을 능숙하게 해내어 인기가 높았다. 그리고 당시는 아직 여배우가 없었으며, 여자 역은 변성기 이전의 소년배우(주로 성가대 출신의 소년배우 극단에 소속)가 맡아 상연되었었다.

### 같이 보기
- 존 릴리
- 크리스토퍼 말로
- 벤 존슨
- 존 플레처

## 현대극
20세기의 영국에 있어서의 연극 발전은 대체로 3기로 나누어 생각해 볼 수 있다. 즉, 처음 30년간을 버나드 쇼가 지배하던 시대, 다음 25년간은 다만 침체기라고 밖에는 설명할 수 없다. 그러나 끝으로 1956년 이후 영국연극은 존 오즈번의 <성난 얼굴로 돌아보라>를 신호로 소위 '분노'의 시대로 돌입, 영국연극의 르네상스를 맞는다.
그라인(Jack Thomas Grein, 1862-1935)의 '독립극장'(The Independent Theatre, 1891)과 윌리엄 아처(William Archer, 1856-1924)의 '신세기 극장'(The New Century Theartre, 1897)의 창설로 영국의 이 새로운 연극운동은 20세기로 접어들자 박차를 가하기 시작, 전(前)시대의 연극을 대담하게 개혁하는 희곡과 공연이 쏟아져 나왔다. 따라서 영국극계는 새로운 부흥기를 맞는 듯, 20세기 첫 10년 간에 절정을 이루었다. 이 시기에 가장 두드러진 특징은 그 작품의 형식에 있어 사회적·도덕적 문제를 제기하는 '사회문제극'과 사회 사상을 고취시키는 사상극이 풍미한 것이며, 한편으론 이러한 작품을 공연해 줄 수 있는 실험적인 레퍼토리 극장이 영국 각지에 창설되었다는 점이다.
이 시기에 가장 재능있고 뛰어난 작가는 작품·이론 양면으로 새로운 연극운동의 기수가 되었던 버나드 쇼로서, 그는 피네로(Arthur Wing Pinero, 1855-1934)나 헨리 아서 존스(Henry Arthur Jones, 1851-1929)와 함께 사실적인 문제극을 확립시켜 놓았다. 그러나 버나드 쇼가 그와 동시대 작가나 같은 계열의 후배 작가들보다 월등하게 뛰어났던 것은 입센의 옹호자이면서도 단지 거기에 머무르지 않고 광범위하고 독창적인 실험을 거듭해왔으며, 희극적 구성과 위트, 날카로운 대사감각, 그리고 자신의 독특한 철학으로 연극을 옹졸한 사실적 사회극의 속박으로부터 해방시켜 주었기 때문이다. 그러나 그의 활동은 1910년대가 전성기에 해당되었고, 40년대까지 계속해서 작품을 발표했으나, 30년대 이후부터는 큰 주목을 끌지 못하게 되었다.
그와 같은 계열의 작가로서는 그랜빌 바커(Herley Granville-Barker, 1877-1946), 제임스 매슈 배리, 존 골즈워디, 스탠리 호턴(Stanley Houghton, 1881-1913), 존 어빈(St. John Ervine) 등이 있는데, 골즈워디는 자연주의적인 작품을 쇼보다 더 써서 성공을 거두었다.
1920년대와 30년대에 와서는 문제극이 쇠퇴하면서 그 반동으로 시극(詩劇)이 다시 일어나 오든, 이셔우드가 시와 산문을 혼합한 사회비평적인 시극을 썼으나, 예이츠와 엘리엇만이 관심을 끌었다. 그러나 1945년 이후에 다시 전후 시인들의 활약으로 시극이 놀랄만큼 부흥, 엘리엇의 작품이 상업적인 성공을 거두고 크리스토퍼 프라이의 발견으로 절정에 이르렀다.
30년대의 대표적인 작가는 극작술이 뛰어난 문제극과 희극을 쓴 존 보인턴 프리스틀리, 구성은 약하지만 능란한 화술을 구사한 제임스 브라이디가 있지만, 유성영화의 출현은 그들로부터 많은 관객을 빼앗아 갔다.
한편 희극에서는 19세기의 풍속희극을 계승, 20년대에 활약한 서머셋 몸과 노엘 카워드가 신구세대간의 갈등과 도덕적 혼란을 사실적으로 묘사했고, 특히 카워드는 오스카 와일드 이래 가장 세련되어, 고급 희극을 쓴 작가로 인정받고 있는 반면, 그만한 새로움은 찾을 수가 없다. 그외 제임스 배리가 일련의 사회희극을 남겼다.
전후의 영국극계는 시극의 부흥 이외에는 이렇다 할 만한 것이 없고 오히려 저급한 희극이나 스릴러들이 판을 쳐, 아가사 크리스티의 <쥐덫>은 52년부터 오늘까지도 계속 공연되고 있다. 다만 새로운 극작가로 유스티노프와 래티건이 등장했고 그 중에 래티건은 뛰어난 기교로 상업적인 성공을 거두었지만 영속적인 가치나 새로운 방향을 예시할 만한 작품을 남기지는 못했다.
더욱이 텔레비전의 보급으로 문을 닫는 극장이 많아졌고 순회공연이 급격히 퇴조함으로써 극계는 더욱 저조해졌다. 그러한 가운데서도 런던극계의 명맥을 유지한 것은 '올드빅'을 중심으로 한 셰익스피어극 상연이 예술적 성과를 올렸고, 아누이, 베티(Ugo Betti, 1892-1953), 브레히트 등과 50년대 후반 베케트와 이오네스코 등 유럽 작가들의 작품을 훌륭히 공연한 것이다.
그런데 이러한 극단의 꾸준한 활동이 가능했던 것은 영국에서 연극사상 처음으로 정부가 레퍼토리 극단에 보조를 해 주었기 때문이었는데, 1940년부터 시작된 이 보조는 1963년 영국 최초의 국립극장을 탄생케 했고, 로렌스 올리비에가 극장장으로 임명되었다.

### 영국 연극의 새로운 시대
1956년은 침체된 연극계에 돌파구를 연 것뿐만 아니라, 과거와 현재 사이에 뚜렷이 선을 그어버린 혁명적인 해라 하겠다. 이 해에는 과거의 연극과는 전혀 새로운 오즈번의 <성난 얼굴로 돌아보라>가 로열코트 극장에서 공연되어 획기적인 성공을 거둔 것도 놀라운 일이려니와, 그 결과로 불과 5년 전까지만 해도 소설로써 재능을 발휘했을 많은 젊은이들이 갑자기 희곡으로 그 넘치는 에너지를 폭발시키고, 또한 그것을 받아줄만한 극단과 관객을 발견할 수 있었다는 것은 놀라운 사실이다.
1956년 이후에, 오즈번을 위시해서 노먼 프레드릭 심프슨(N. F. Simpson, 1919- ), 앤 젤리코, 웨스커, 딜래니, 로버트 볼트, 피터 섀퍼, 비언, 핀터, 아든, 존 화이팅, 콥스(Bernard Kops, 1928- ) 등 수없이 많은 작가들의 등장은 불과 3, 4년 사이에 런던을 세계 연극의 중심지로 만들었고, 뒤이어 리빙스(Henry Livings, 1929- ), 머서(David Mercer, 1928- ), 오튼, 모티머(John Mortimer, 1923), 우드(Charles Wood, 1932- ), 스토파드, 본드(Edward Bond, 1936- ), 사이먼 그레이(Simon Gray, 1936-) 등이 배출되었다.
그들은 안일한 기성 세대에 대해 타협 없는 공격을 가하고 복지국가를 표방하는 획일적인 자세에 반항을 시도함으로써 흔히 '앵그리 영맨'이라는 통칭이 부여되었지만 작가 개개인의 출신성분이나(대개는 하층계급출신임) 그들의 자질 및 경향이 너무도 다양하기 때문에 어느 유파(流派)나 어떤 운동으로 묶어버릴 수 없다는 것이 하나의 뚜렷한 특징이 되고 있다.
그러나 그들이 지니고 있는 공통적인 특성을 굳이 찾는다면
1. 젊다는 것이다. 그들은 대개 20대에 데뷔해서 30대면 이미 기성작가가 된다.
2. 그들은 놀라움과 충격을 주고 싶어하며, 환상적이고 난폭하고 비상식적이고자 한다.
3. 그들이 다루는 소재는 통속적이고 비속하고 시사적(時事的)이고 유행적인 것들이다.
4. 그들은 기성 작가를 전혀 모방하려 하지 않고 항상 새로운 것을 찾아 다양하게 실험하고 있다.

무엇보다도 중요한 점은 그들이 확고하게 연극에 바탕을 두고 있다는 점이다. 그들은 극작가가 되기 전 이미 배우·연출 등으로 연극에 종사했었고, 극작가로 성공을 한 뒤에도 소설이나 시를 쓰지 않으며, 대개 텔레비전·라디오·영화에 관계하지만(주로 생활 때문에) 언제나 다시 연극으로 돌아온다.
이들은 연극의 생명을 배우로부터 극작가로 옮겨 놓았을 뿐만 아니라, 또한 무대 자체를 개혁, 가능적이고 상징적인 장치를 활용시켰고, 무대와 객석 간의 제4의 벽을 파괴시키는 데 노력했다. 그로부터 이제 10여 년이 지난 오늘날에는 과거와 같은 광채를 잃었거나 아주 침묵해 버린 작가들도 많고, 그 뒤를 잇는 작가들이 별 새로움을 보태지도 못하고 관객도 역시 새삼 놀라움을 느끼지 못하게 되었지만 그들이 끼친 넓고 깊은 영향은 좀처럼 지워지지 않은 채 앞으로의 영국 연극사에 계속 주류를 형성해 나갈 것이다.

### 극장의 현황
영국에는 현재 약 2,000개 정도의 극장이 전국에 산재해 있다. 물론 극계(劇界)의 중심은 런던이며 그 대부분의 극장이 웨스트 엔드에 집중되어 있으나 가장 중심이 되는 것은 1977년에 개관한 '영국 국립극장'이다. 그 밖에 유명한 극장이 변두리나 교회에도 있다. 새들러즈 웰즈, 코벤트 가든 극장, 로열 코트 극장, 마메이드, 올드빅, 아트 시어터 등 상업 베이스의 이른바 레퍼토리 시스템 극장은 공공기관의 보조금을 받아 공연하고 있으나 대부분은 기업적인 흥행 위주의 상업극장이다.
클럽 조직의 극장으로 아트 시어터를 비롯한 몇 개의 극장이 있으며 리젠트 공원의 야외극장에서는 매년 여름 셰익스피어극을 상연하여 유명하다. 한편 지방도시에도 유명한 극장이 많으나, 이들 극장은 1920-30년대에는 한때 쇠퇴의 길을 걸었다. 그러나 1940년대에 이르러 각 도시와 중앙정부의 보조금을 얻어 다시 성황을 되찾았으며, 특히 브리스틀·리버풀·노팅엄·벨파스트·버밍엄·맨체스터·글래스고 등의 극장은 레퍼토리 극단으로서 유명하다. 위에서 설명한 극장 가운데 버밍엄 레퍼토리 극장은 배리 잭슨경이 많은 사재를 들여 창립한 것이며 20세기에 있어서 이 극장이 영국의 연극에 남긴 공적은 크다. 또한 이 극단에서 랄프 리처드슨, 로렌스 올리비에, 폴 스코필드 등의 명배우가 배출되었다. 한편 브리스틀의 올드빅은 전속극단은 물론 독자적인 배우학교도 가지고 있다. 또한 이 극단은 영국에서 최초의 연극강좌를 개강한 바 있는 브리스틀 대학과도 제휴하여 모범적인 레퍼토리 시스템을 갖는 일류극단이며, 매년 정기적으로 런던과 다른 지방에서 공연을 행하고 있다.

### 영연방의 현대극
영연방 제국들은 영화의 위세에 눌려 연극은 위축상태를 면치 못했으나 제2차 세계대전 후 영국의 극단이 캐나다·오스트레일리아 등에 순회공연을 한 것이 계기가 되어 연극 부흥의 불길이 일어났다.

#### 오스트레일리아의 현대극
1954년 엘리자베스 여왕의 오스트레일리아 첫 방문을 기념하여 연극·오페라·발레의 진흥을 목적으로 한 엘리자베스 연극재단이 설립되었다. 총경비의 3분의 2는 일반 국민들로부터의 성금으로 충당되고 나머지 3분의 1을 정부가 출자했다. 시드니의 마제스틱 극장이 엘리자베스 극장으로 명칭이 바뀌어 재단의 본부가 되고 런던 올드빅 극장의 연출가였던 휴 헌트가 초대 극장장이 되었다.

#### 캐나다의 현대극
1953년, 온타리오 주 스트랫퍼드에서 셰익스피어 페스티벌 시어터가 발족되어 매년 여름 셰익스피어극이 공연되고 있다. 초기에는 커다란 천막속에서 공연되었으나 1957년에 타일론 거슬리의 설계에 의한 상설극장이 건설되고 전속연출가로 페스티벌 시어터의 창설자이기도 한 거슬리 자신이 취임했다. 초기에는 영국으로부터 유명한 배우들이 객원으로 와서 공연했으나 현재는 캐나다 배우의 진출이 많아졌다. 퀘벡 주의 몬트리올에는 국립배우학교가 설립되어 영어와 프랑스어를 사용하여 배우 양성이 추진되고 있다. 온타리오주의 토론토에는 데이비스 형제가 이끄는 크레스트 극단이 다종다양한 작품을 공연하고 있는데, 그들이 런던 공연시 영국작가의 작품을 선택한 것은 우수한 캐나다 작가가 없음을 말해 주는 것이다. 60년대에는 토론토에 설비가 완벽한 근대적 극장 오키프 센터가 개설되었다.

#### 뉴질랜드의 현대극
대도시조차 상설극단을 유지할 만한 연극인구를 갖고 있지 못할 뿐 아니라, 순회극단은 각 도시간의 지리적 거리가 너무 멀어 경비를 회수하기 어려워 전문극단이 성립하기 어려운 실정이었다. 뉴질랜드 유일의 직업극단인 '뉴질랜드 플레이어스'도 재정적 지원이 부족하여 1960년 순회공연을 중단하지 않을 수 없었다. 그러나 1961년 플레이어스의 창설자였던 리처드 캠파언의 노력으로 뉴질랜드 연극좌가 조직되어 일년에 한 작품을 가지고 각 도시를 순회공연하고 있으며, 정부의 예술위원회로부터 원조도 받아 뉴질랜드 연극의 기둥이 되고 있다.

## 참고 문헌
- 이 문서에는 다음커뮤니케이션(현 카카오)에서 GFDL 또는 CC-SA 라이선스로 배포한 글로벌 세계대백과사전의 내용을 기초로 작성된 글이 포함되어 있습니다.